# Larentia sericodes
Larentia sericodes là một loài bướm đêm trong họ Geometridae.